# Carlyle Square

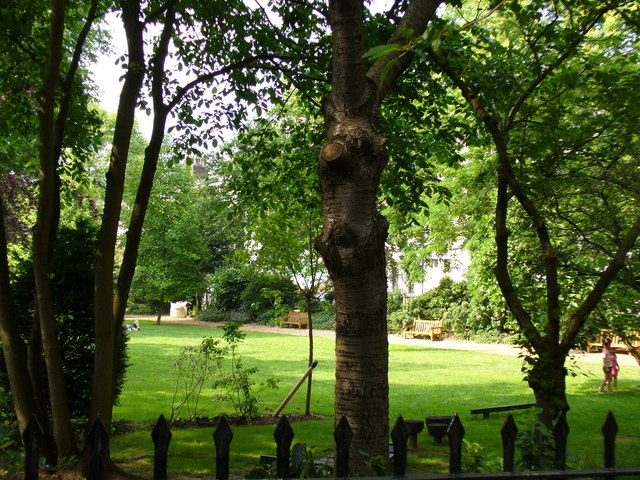
Le jardin situé au milieu de Carlyle Square (10 juin 2007).

Carlyle Square est une place londonienne sur laquelle se situe notamment un jardin.

## Description
Située près de King's Road, dans le quartier de Chelsea, la place contenant autrefois des jardins maraîchers, et s'appelait Oakley Square. Elle est ensuite renommée en 1872 pour rendre hommage au poète Thomas Carlyle.
Le jardin au centre de la place est le site d'une fête estivale organisée annuellement par le présentateur David Frost. Attirant de très nombreuses personnalités de la société britannique mais également étrangère, issues des milieux politiques ou médiatiques, la fête est décrite par le Daily Telegraph comme « un des événements importants de la saison politico-médiatique londonienne »,.
Les résidences situées au 1, 2, 3, 40, 41 et 42 de la place sont classés au National Heritage List for England.

## Résidents célèbres

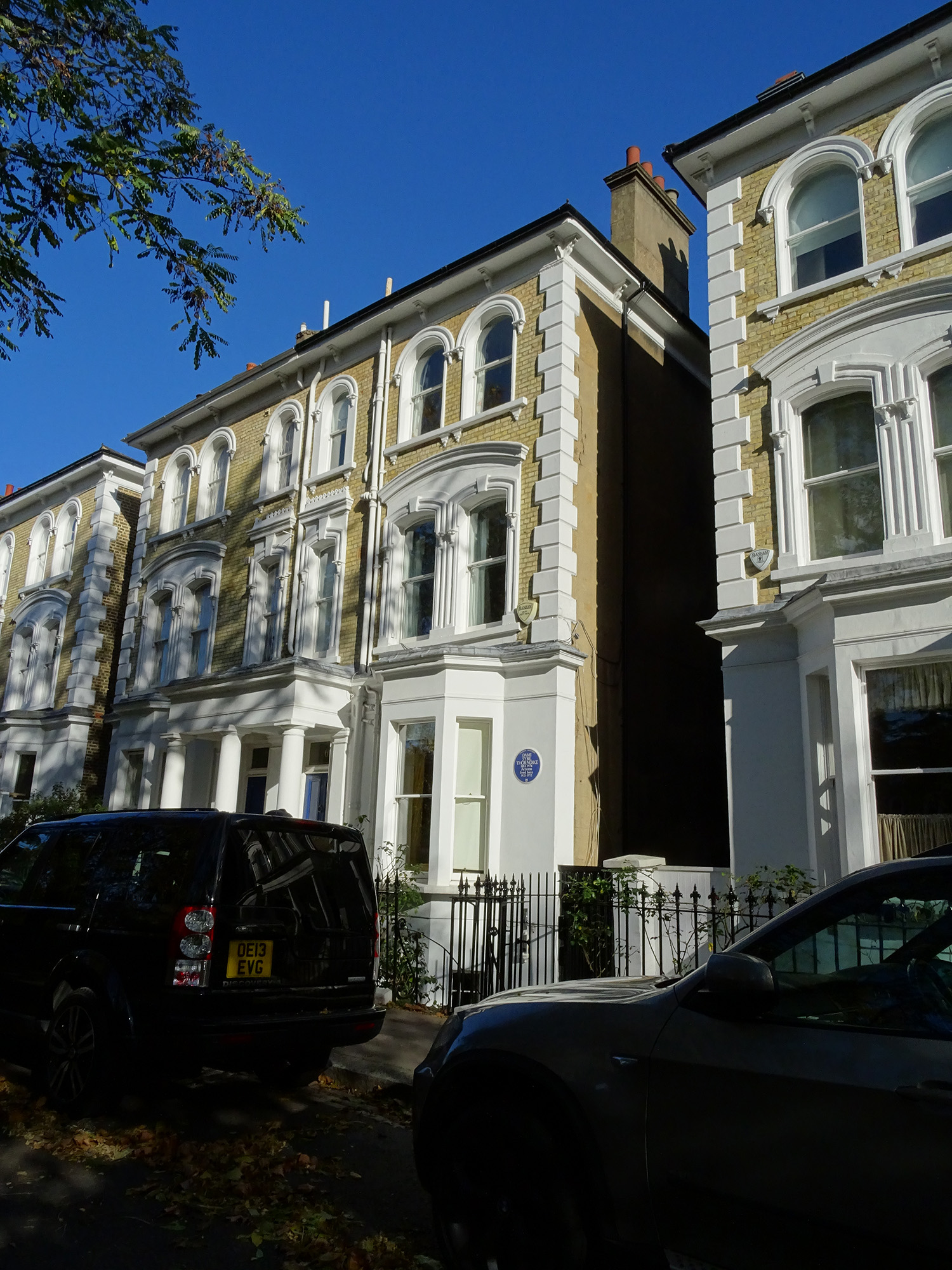
Le n°6 de Carlyle Square (6 novembre 2016).

- Le n°2 de Carlyle Square (11 janvier 2015).Le n°6 de Carlyle Square (6 novembre 2016).Les frères écrivains Osbert et Sacheverell Sitwell ont habité dans les années 1920 au n°2 de la place[4] ; le compositeur William Walton a vécu chez eux plusieurs années[5].

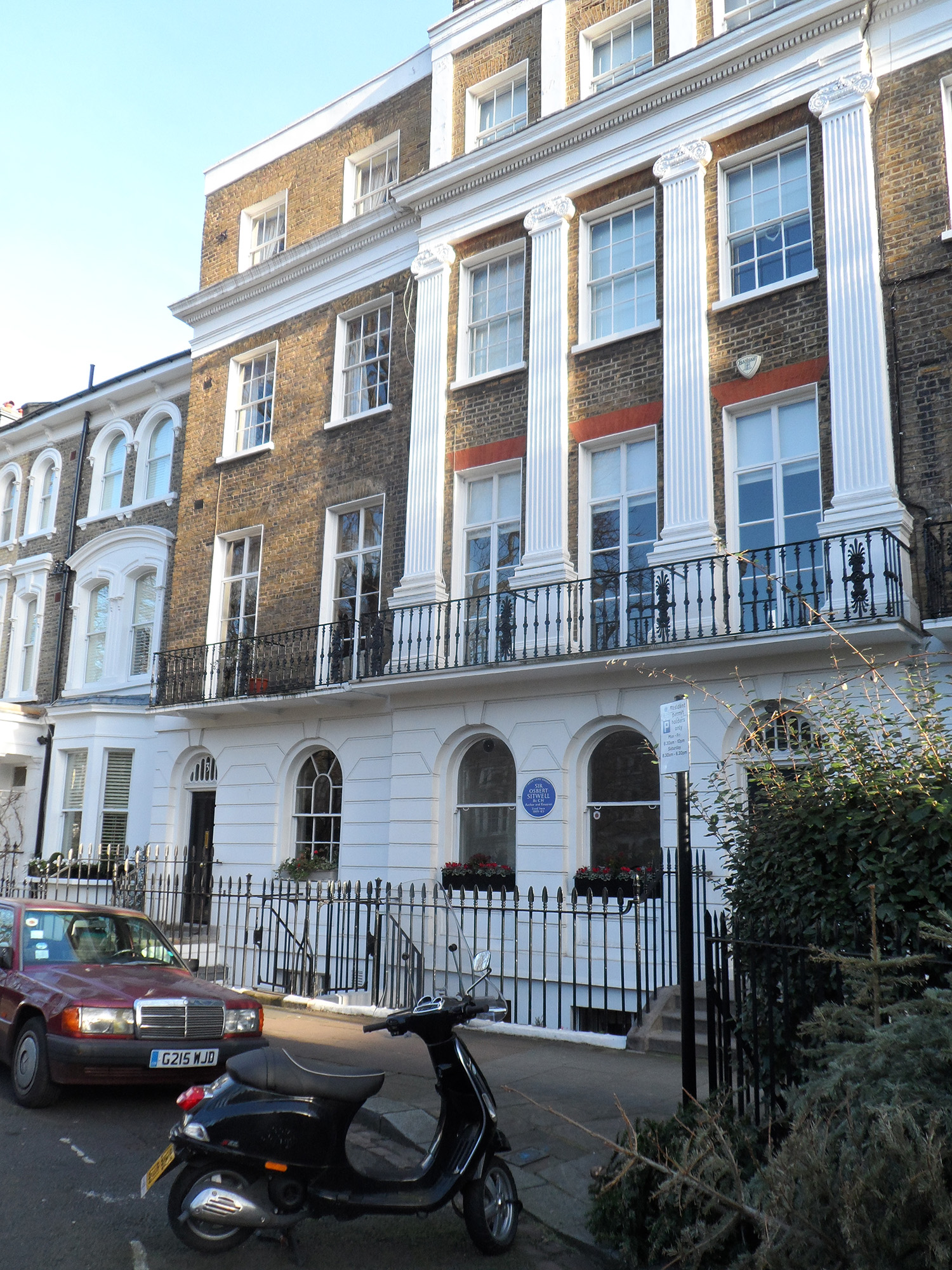
Le n°2 de Carlyle Square (11 janvier 2015).

- L'actrice Sybil Thorndike était installée entre 1921 et 1932 au n°6[6].
- Le n°10 est durant la Seconde Guerre mondiale surnommé « Alliance House » : abritant Marie-Madeleine Fourcade, chef du réseau de renseignement Alliance, durant son séjour londonien d'un an, c'est le point de rendez-vous des agents et sympathisants du réseau[7],[8].
- Le n°18 a été le logement de l'espion Kim Philby et de sa famille[9].
- Le n°21 a été la maison de Victor Cavendish-Bentinck, 9e duc de Portland, président du Joint Intelligence Committee durant la Seconde Guerre mondiale[10].
- Le n°22 est tout d'abord la résidence de l'actrice Joan Bennett et de son mari Jack Fox en 1926[11], puis celle de l'écrivaine Edna O'Brien ; David Frost et sa famille y ont vécu 25 ans[12].